# Liste der Naturschutzgebiete im Landkreis Cloppenburg
Im Landkreis Cloppenburg gibt es 30 Naturschutzgebiete (Stand August 2019).
| Name des Gebietes                        | Bild           | Kennung | WDPA   | Landkreis / Stadt                                            | Beschreibung / Bemerkungen | Standort | Fläche in Hektar | Jahr der Verordnung |
| ---------------------------------------- | -------------- | ------- | ------ | ------------------------------------------------------------ | -------------------------- | -------- | ---------------- | ------------------- |
| Ahlhorner Fischteiche                    | weitere Bilder | WE 216  | 162048 | Landkreis Cloppenburg, Landkreis Oldenburg                   |                            | Position | 438,68           | 1993                |
| Ahrensdorfer Moor                        | weitere Bilder | WE 235  | 318085 | Landkreis Cloppenburg                                        |                            | Position | 318,42           | 1999                |
| Bäken der Endeler und Holzhauser Heide   | weitere Bilder | WE 189  | 162331 | Landkreis Cloppenburg, Landkreis Oldenburg, Landkreis Vechta |                            | Position | 510,13           | 1988                |
| Baumweg                                  | weitere Bilder | WE 061  | 81375  | Landkreis Cloppenburg                                        |                            | Position | 57,30            | 1938                |
| Böseler Moor                             | weitere Bilder | WE 185  | 162518 | Landkreis Cloppenburg                                        |                            | Position | 185,25           | 1988                |
| Bunner Masuren                           |                | WE 229  | 318267 | Landkreis Cloppenburg                                        |                            | Position | 89,29            | 1998                |
| Esterweger Dose                          | weitere Bilder | WE 245  | 344583 | Landkreis Cloppenburg, Landkreis Emsland, Landkreis Leer     |                            | Position | 4722,13          | 2014                |
| Glittenberger Moor                       | weitere Bilder | WE 233  | 318443 | Landkreis Cloppenburg                                        |                            | Position | 30,08            | 1998                |
| Godensholter Tief                        |                | WE 285  |        | Landkreis Cloppenburg, Landkreis Ammerland                   |                            |          | 93               | 2018                |
| Großes Tate Meer                         | weitere Bilder | WE 049  | 81763  | Landkreis Cloppenburg, Landkreis Emsland                     |                            | Position | 4,70             | 1968                |
| Hemmelter Moor                           |                | WE 092  | 81863  | Landkreis Cloppenburg                                        |                            | Position | 43,47            | 1978                |
| Hollener Moor                            |                | WE 161  | 163765 | Landkreis Cloppenburg                                        |                            | Position | 59,24            | 1985                |
| Imkehörn                                 | weitere Bilder | WE 223  | 163897 | Landkreis Cloppenburg                                        |                            | Position | 10,46            | 1995                |
| Lahe                                     |                | WE 288  |        | Landkreis Cloppenburg                                        |                            | Position | 39               | 2018                |
| Lethe                                    |                | WE 316  |        | Landkreis Cloppenburg, Landkreis Oldenburg                   |                            | Position | 39               | 2019                |
| Marka zwischen Markhausen und Delschloot |                | WE 295  |        | Landkreis Cloppenburg                                        |                            | Position | 34               | 2019                |
| Markatal                                 |                | WE 296  |        | Landkreis Cloppenburg, Landkreis Emsland                     |                            | Position | 97               | 2019                |
| Markatal bei Bischofsbrück               |                | WE 296  |        | Landkreis Cloppenburg, Landkreis Emsland                     |                            | Position | 25               | 2019                |
| Molberger Dose                           | weitere Bilder | WE 192  | 164652 | Landkreis Cloppenburg                                        |                            | Position | 610,03           | 1988                |
| Oberlauf der Marka / Mittelradde         |                | WE 298  |        | Landkreis Cloppenburg                                        |                            | Position | 5                | 2019                |
| Ohe                                      |                | WE 300  |        | Landkreis Cloppenburg, Landkreis Emsland                     |                            | Position | 37,59            | 2018                |
| Oldendorfer Moor                         |                | WE 200  | 164941 | Landkreis Cloppenburg                                        |                            | Position | 77,03            | 1990                |
| Restmoor Dreesberg                       | weitere Bilder | WE 227  | 165145 | Landkreis Cloppenburg                                        |                            | Position | 53,37            | 1996                |
| Sandgrube Pirgo                          |                |         |        | Landkreis Cloppenburg                                        |                            | Position | 1,6              | 2018                |
| Scharrel                                 |                | WE 133  | 82510  | Landkreis Cloppenburg                                        |                            | Position | 4,33             | 1982                |
| Schwaneburger Moor                       |                | WE 159  | 165481 | Landkreis Cloppenburg                                        |                            | Position | 64,20            | 1985                |
| Schwaneburger Moor-Nord                  |                | WE 184  | 165482 | Landkreis Cloppenburg                                        |                            | Position | 136,70           | 1987                |
| Talsperre Thülsfeld                      | weitere Bilder | WE 060  | 82684  | Landkreis Cloppenburg                                        |                            | Position | 479,90           | 1957                |
| Vehnemoor                                | weitere Bilder | WE 270  | 389989 | Landkreis Ammerland, Landkreis Cloppenburg                   |                            | Position | 1676,10          | 2008                |
| Vehnemoor-West                           |                | WE 207  | 166044 | Landkreis Cloppenburg                                        |                            | Position | 302,57           | 2000                |